# Chad Hurley
Chad Meredith Hurley (* 21. ledna 1977, Reading, Pensylvánie, USA) je americký podnikatel, který se proslavil založením internetového serveru YouTube.

## Život
Pracoval v divizi PayPal společnosti eBay. Jedním z jeho úkolů bylo navržení původního loga PayPalu. V roce 2005 založil společně s kolegy z PayPalu Stevem Chenem a Jawedem Karimem internetový server pro sdílení videosouborů YouTube. Byl primárně zodpovědný za aspekty tagování a sdílení videa na YouTube.
Server YouTube v roce 2006 společně prodali za 1,65 mld. dolarů společnosti Google.